# Vrbovno
Vrbovno (cyr. Врбовно) – wieś w Serbii, w mieście Belgrad, w gminie miejskiej Lazarevac. W 2011 roku liczyła 1042 mieszkańców.